# Tuleariocaris
Genre
Tuleariocaris est un genre de crevettes de la famille des Palaemonidae. Ces espèces vivent en symbiose avec des animaux plus grands, le plus souvent des oursins, qui leur offrent protection entre leurs piquants.

## Liste des espèces
Selon World Register of Marine Species (31 décembre 2018) :
- Tuleariocaris holthuisi Hipeau-Jacquotte, 1965 -- océan Indien
- Tuleariocaris neglecta Chace, 1969 -- Atlantique tropical
- Tuleariocaris sarec Berggren, 1994 -- océan Indien
- Tuleariocaris zanzibarica Bruce, 1967 -- Indo-Pacifique

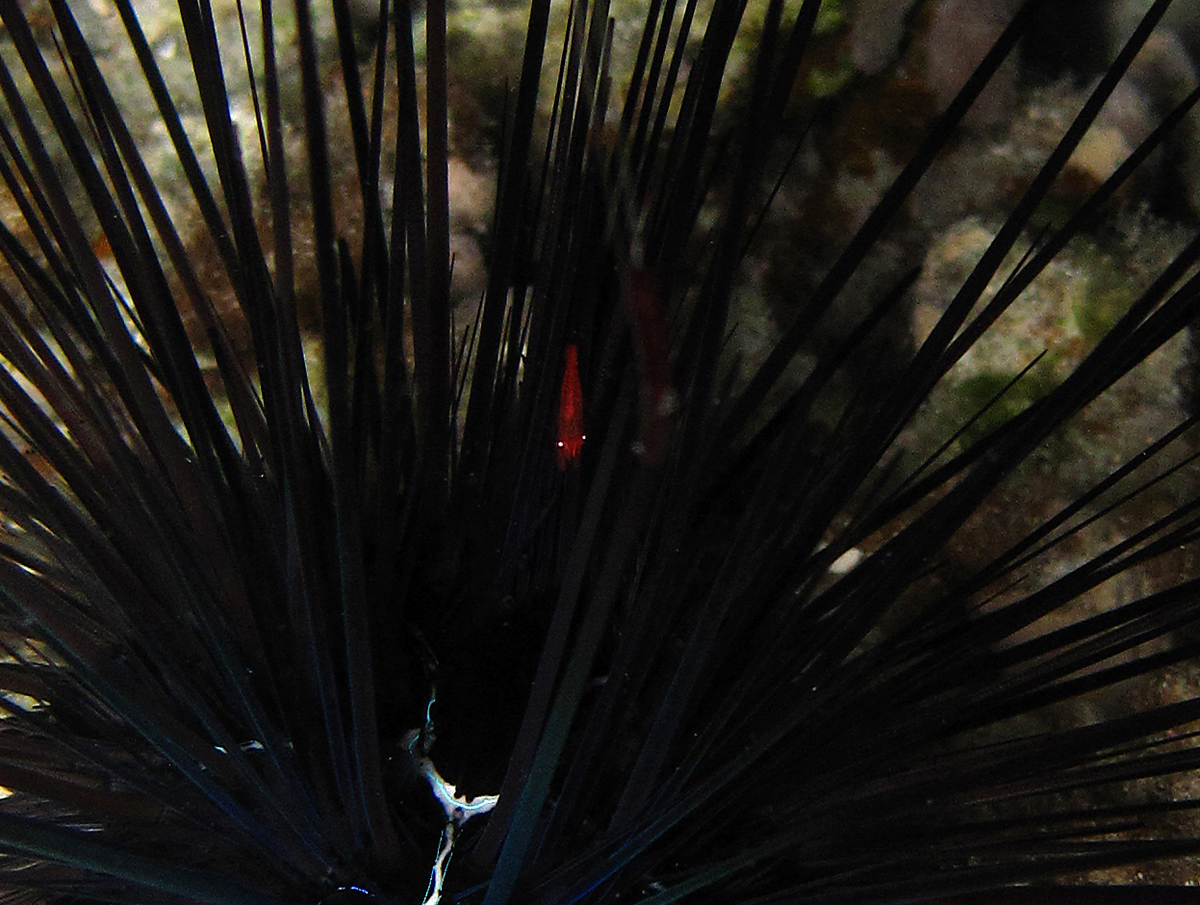
Tuleariocaris holthuisi (identification à confirmer)
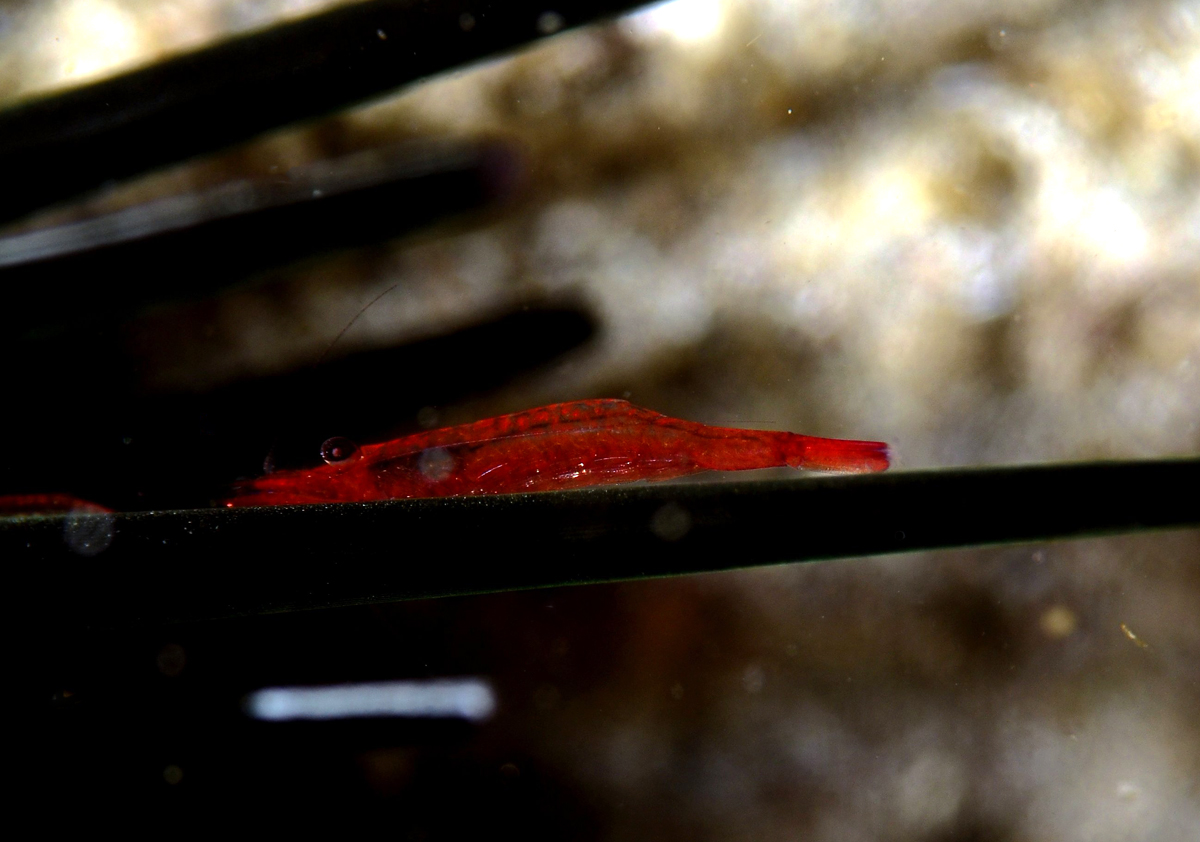
Tuleariocaris zanzibarica (identification à confirmer)

## Publication originale
- Hipeau-Jacquotte, 1965 : Notes de faunistique et de biologie marines de Madagascar. III. Un nouveau décapode nageur (Pontoniinae) associé aux oursins dans la région de Tulear : Tuleariocaris holthuisi nov. gen. et nov. sp.. Recueil des Travaux de la Station marine d’Endoume, vol. 37, n. 53, pp. 247-259 (texte intégral) (en).